# Зоран Арсић
Зоран Арсић (Панчево, 30. септембар 1962) бивши је српски фудбалски судија и фудбалер.

## Биографија
Фудбалску каријеру је започео 1975. године у панчевачком Динаму, а од 1979. године професионални је фудбалер. Као професионалац је дебитовао 1980. године у Скопљу, наступајући за ФК Партизан на утакмици против ФК Вардар. Играчку каријеру је завршио 1992. године.
Фудбалски судија је био у периоду од 1989. до 2002. године, а 1997. године постао је интернационални судија.
Био је председник Фудбалског савеза Војводине, члан ИО Фудбалског савеза Србије, председник Општинског фудбалског савеза Суботице, председник Удружења фудбалских судија Војводине и Суботице и председник ФК “Спартак“ из Суботице. Сада је председник Женског фудбалског клуба „Спартак“ из Суботице.
Оснивач је Палићке омладинске фудбалске школе која је деловала од 1994. до 1998. године.

## Фудбалска каријера
Играо је на позицији централног одбрамбеног играча. Наступао је за ФК “Динамо“ из Панчева, ФК „Партизан“ из Београда, ФК „Вележ“ из Мостара и ФК „Спартак“ из Суботице у којем је шест година био капитен.

## Судијска каријера
Савезни фудбалски судија у СФР Југославији постао је 1989. године и до 2002. године судио је утакмице у савезној лиги.
Интернационални судија постао је 1997. године. Судио је у квалификацијама за Првенство света, квалификацијама за Првенство Европе, квалификацијама за Лигу шампиона, квалификацијама за Куп УЕФА, УЕФА Интертото куп и финале Медитеранских игара.
| Датум         | Ранг                        | Учесник 1         | Учесник 2          | Резултат |
| ------------- | --------------------------- | ----------------- | ------------------ | -------- |
| 8. 6. 1997.   | Медитеранске игре (група А) | Турска            | Словенија          | 2 - 1    |
| 25. 6. 1997.  | Медитеранске игре (финале)  | Италија           | Турска             | 5 - 1    |
| 12. 7. 1997.  | Интертото КУП               | Ардс              | Осер               | 0 - 3    |
| 30. 7. 1997.  | Квалификације за КУП УЕФА   | Флора Талин       | Хапоел Петах Тиква | 1 - 2    |
| 13. 10. 1997. | Квалификације за ЕП (У-18)  | Шкотска           | Данска             | 5 - 0    |
| 15. 10. 1997. | Квалификације за ЕП (У-18)  | Француска         | Данска             | 2 - 0    |
| 6. 6. 1998.   | Међународна пријатељска     | Румунија          | Молдавија          | 5 - 1    |
| 5. 9. 1998.   | Квалификације за ЕП         | Грузија           | Албанија           | 1 - 0    |
| 17. 9. 1998.  | Квалификације за КУП УЕФА   | Рапид Букурешт    | Валеренга          | 2 - 2    |
| 10. 10. 1998. | Квалификације за ЕП         | Северна Ирска     | Финска             | 1 - 0    |
| 16. 9. 1999.  | Квалификације за КУП УЕФА   | Лех Познан        | Гетеборг           | 1 - 2    |
| 29. 3. 2000.  | Међународна пријатељска     | Мађарска          | Пољска             | 0 - 0    |
| 8. 9. 2000.   | Квалификације за УЕФА ЛШ    | Хелсингборг ИФ    | Интер Милан        | 1 - 0    |
| 14. 9. 2000.  | Квалификације за КУП УЕФА   | Молде             | Рајо Ваљекано      | 0 - 1    |
| 26. 10. 2000. | Квалификације за КУП УЕФА   | Локомотива Москва | Интер Братислава   | 1 - 0    |
| 8. 1. 2001.   | Квалификације за УЕФА ЛШ    | Маккаби Хаифа     | Хака               | 0 - 3    |
| 16. 8. 2001.  | Квалификације за СП         | Естонија          | Андора             | 1 - 0    |

## Фотографије
| Фудбалска утакмица одиграна у Суботици између ФК Спартак, Суботица и НК Динамо, Загреб | Фудбалска утакмица одиграна у Суботици између ФК Спартак, Суботица и ФК Вележ, Мостар | Фудбалска утакмица одиграна у Суботици између ФК Спартак, Суботица и ФК Борац, Бања Лука |
| Фудбалска утакмица одиграна на Карабурми 2000. између ОФК Београд и ФК Црвена звезда   | Седиште УЕФА у Ниону (Швајцарска). Бојан Арсић, Мишел Платини и Зоран Арсић           | Зоран Арсић, вила "Викторија" (200.)                                                     |